# Voriella uniseta
Voriella uniseta är en tvåvingeart som beskrevs av Malloch 1930. Voriella uniseta ingår i släktet Voriella och familjen parasitflugor. Inga underarter finns listade i Catalogue of Life.